# BMW・X7

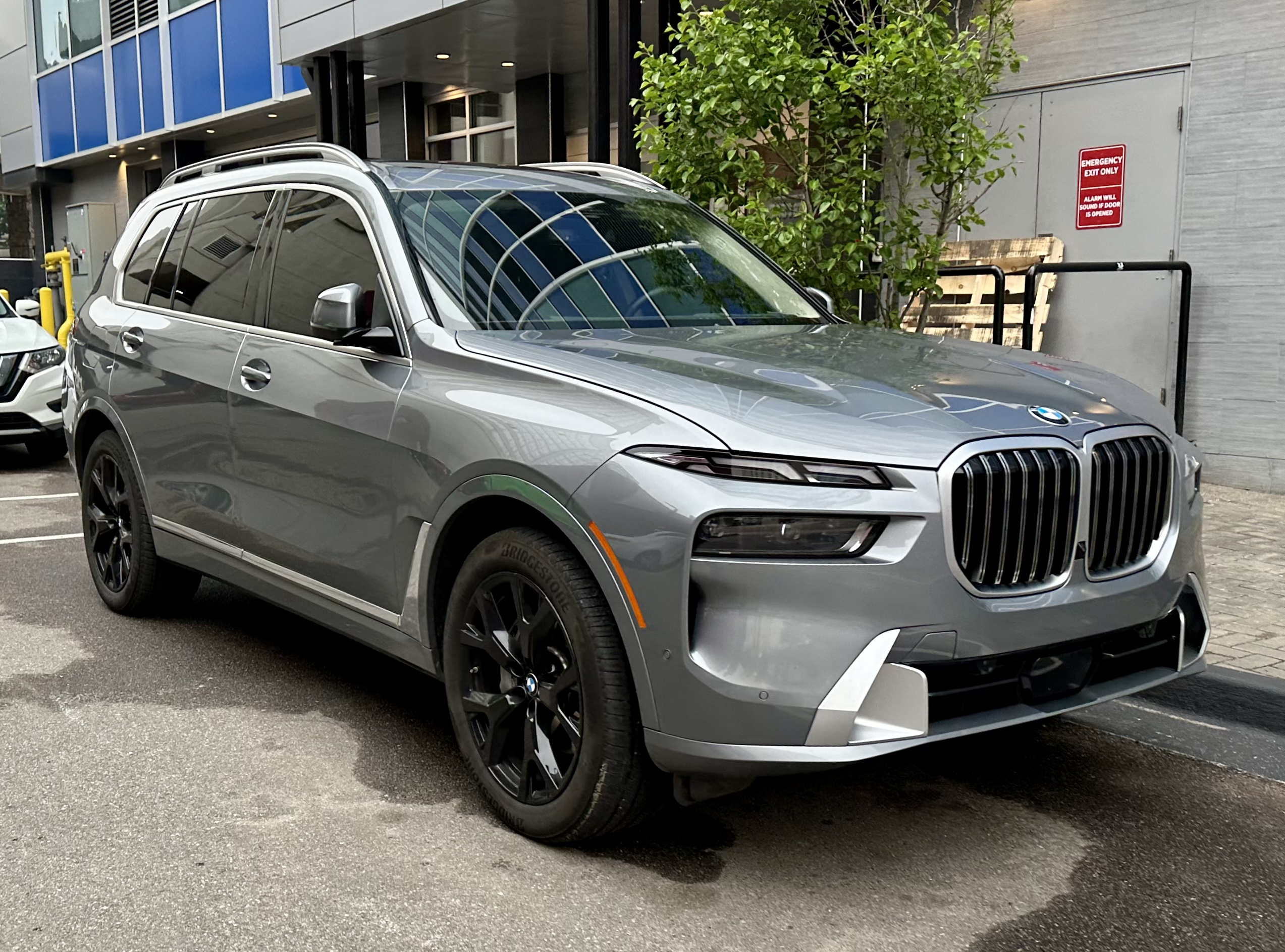

X7（エックスセブン）は、ドイツの自動車メーカー・BMWが製造・販売しているフルサイズSUVである。

## 概要
BMWは2017年9月に開催されたフランクフルトモーターショーで発表されたコンセプトカー「X7 iパフォーマンス」を発表後、2018年11月に開催されたロサンゼルスモーターショーにて市販モデルであるX7を世界初披露をした。SUVの新ジャンルとしてSAV(スポーツアクティビティビークル)のX5を発表したのを皮切りに、X3、X1を発表し、SAVのラインナップを拡充してきたが、ドイツメーカーのメルセデス・ベンツとアウディはすでにフルサイズSUVを発売しており、BMWも満を持してのフルサイズSUVの発売となった。全長5165mm、全幅2000mm、全高1835mm、ホイールベース3105mmと、BMWのSUVとしては全長とホイールベースは最大。これにより、3列シートのスペース拡大に寄与している。エクステリアではキドニーグリルは縦長に大型化され、押し出し感が強まった。

## コンセプト X7 iパフォーマンス

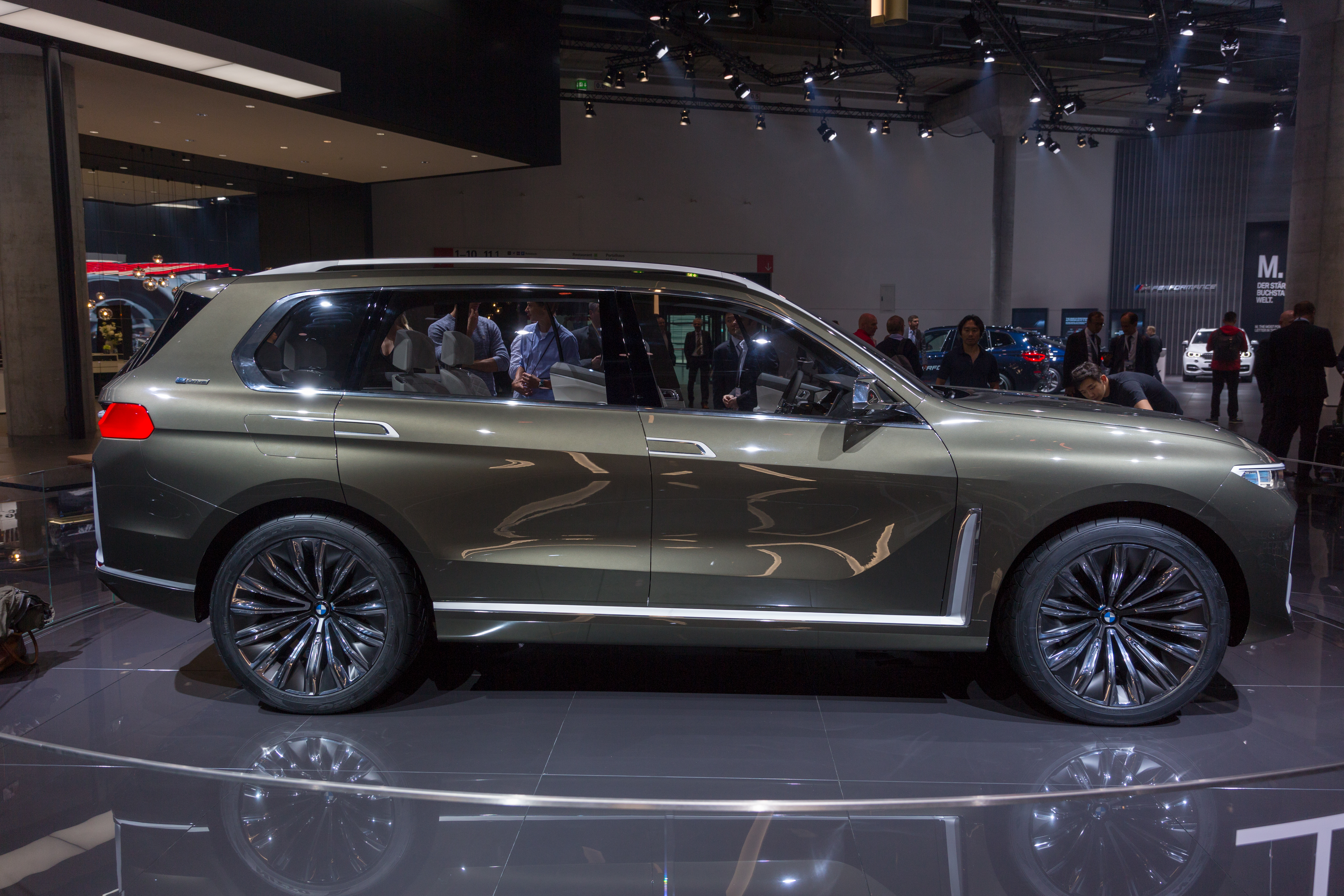
Concept X7 iPerformance

2017年のフランクフルトモーターショーで発表された。

## 初代 （2019年-） G07

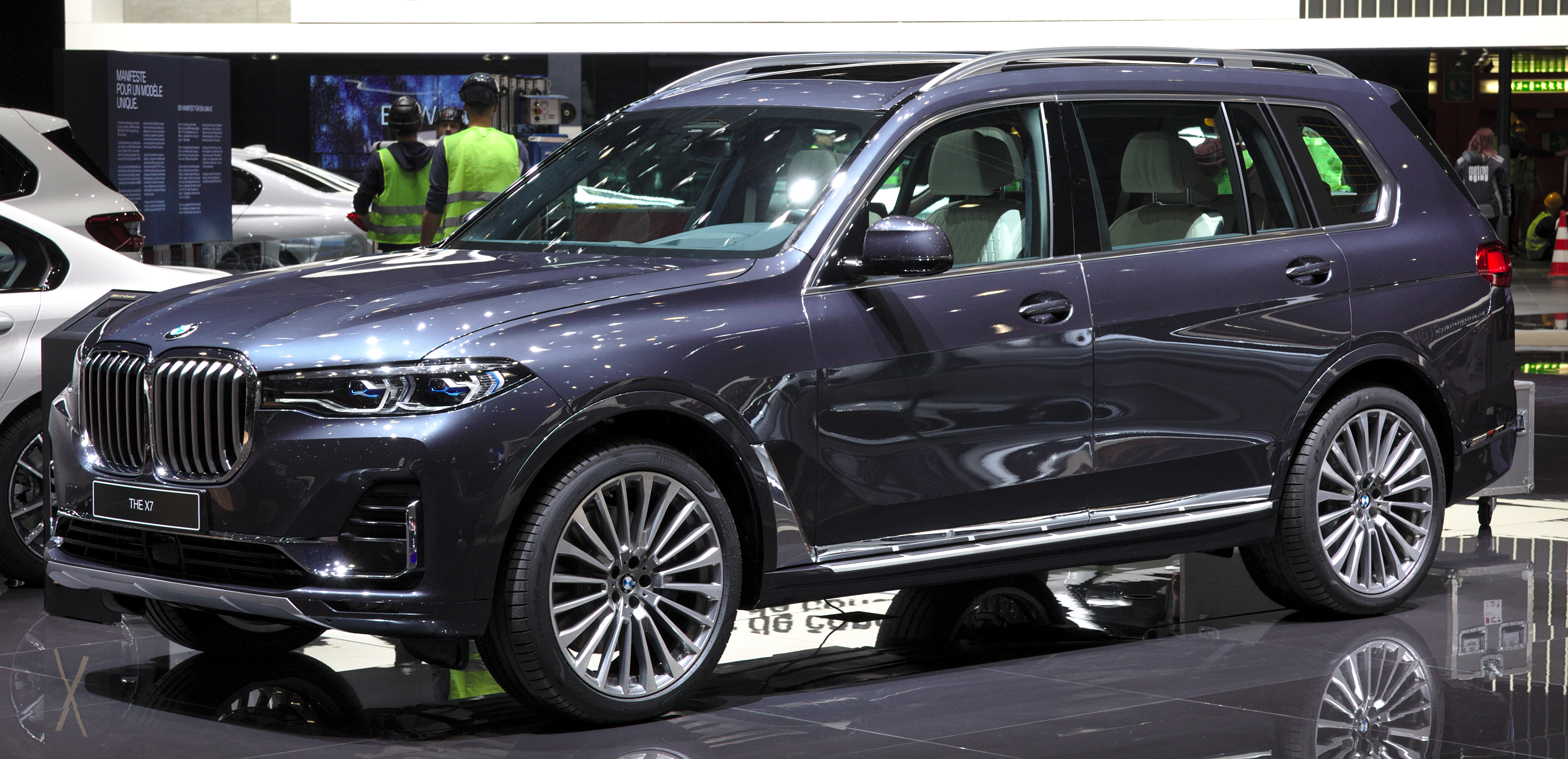
X7 （G07）

2018年4月、発表された。モデルは「xDrive40i」「xDrive50i」「xDrive30d」「M50d」の4モデルが発表された。エンジンは「xDrive40i」には最高出力340psの直6、「xDrive50i」には最高出力462psのV8、「xDrive30d」には最高出力265psの直6、「M50d」には最高出力400psの直6が搭載された。
2022年に大幅改良。上下二分割のヘッドライトを採用。上部はウインカーとデイライト、下部はLEDヘッドライトとなる。キドニーグリルは、暗闇で光るアイコニック・グロー・キドニー・グリルとなった。全車に48Vマイルドハイブリッドを搭載する。シフトレバーを廃止し、パドルシフトを全てのモデルに標準装備した。

### 日本での販売
2019年6月24日、日本市場向けに発表された。日本市場には「xDrive35d」「M50i」の2種類が導入された。エンジンは「xDrive35d」には最高出力265psの3リッター直6ディーゼルターボ、「M50i」には最高出力530psの4.4リッターV8ガソリンツインターボが搭載された。

#### マイルドハイブリッド導入
2021年2月24日、X5/X6と併せてディーゼルモデルにマイルドハイブリッドシステムを導入した。加えてX7にのみ、マルチ・ステージ・ターボチャージャー(ツインターボ)のB57エンジンを搭載した。これにより、35dの名称から40dの名称に改められた。

#### LCI
2022年11月に大幅改良版(LCI)を導入。全車にマイルドハイブリッドシステムが搭載された。
外装はG70型7シリーズセダンとの共通点を思わせるデザインに変更され、ヘッドライトとデイライトユニットは上下2段分割型となった。
内装ではナビゲーションシステムがID8にアップデートされ、同時にカーブドディスプレイが採用された。垂直型のシフトノブは廃止されシフト操作はスイッチ操作となった。併せて、Excellenceモデルにもシフトパドルが装着される。
| G07 (2019年-2021)                        | G07 (2019年-2021) | G07 (2019年-2021) | G07 (2019年-2021)       | G07 (2019年-2021) | G07 (2019年-2021)  | G07 (2019年-2021) | G07 (2019年-2021) |
| グレード                                 | 型式              | 排気量（cc）      | エンジン                | 最高出力(ps/rpm)  | 最大トルク(Nm/rpm) | 変速機            | 駆動方式          |
| ---------------------------------------- | ----------------- | ----------------- | ----------------------- | ----------------- | ------------------ | ----------------- | ----------------- |
| xDrive35d                                | B57D30O           | 2,992             | 直列6気筒DOHCディーゼル | 265/4,500         | 620/2,000-2,500    | 8速AT             | 四輪駆動          |
| xDrive35d デザイン・ピュア・エクセレンス | B57D30O           | 2,992             | 直列6気筒DOHCディーゼル | 265/4,500         | 620/2,000-2,500    | 8速AT             | 四輪駆動          |
| xDrive35d M Sport                        | B57D30O           | 2,992             | 直列6気筒DOHCディーゼル | 265/4,500         | 620/2,000-2,500    | 8速AT             | 四輪駆動          |
| M50i                                     | N63B44D           | 4,394             | V型8気筒DOHCガソリン    | 530/5,500-6,000   | 750/1,800-4,600    | 8速AT             | 四輪駆動          |

| G07 (2021年-2022)                        | G07 (2021年-2022) | G07 (2021年-2022) | G07 (2021年-2022)                            | G07 (2021年-2022) | G07 (2021年-2022)  | G07 (2021年-2022) | G07 (2021年-2022) |
| グレード                                 | 型式              | 排気量（cc）      | エンジン                                     | 最高出力(ps/rpm)  | 最大トルク(Nm/rpm) | 変速機            | 駆動方式          |
| ---------------------------------------- | ----------------- | ----------------- | -------------------------------------------- | ----------------- | ------------------ | ----------------- | ----------------- |
| xDrive40d                                | B57D30T           | 2,992             | 直列6気筒DOHCディーゼル マイルドハイブリッド | 340/4,500         | 700/1,750-2,250    | 8速AT             | 四輪駆動          |
| xDrive40d デザイン・ピュア・エクセレンス | B57D30T           | 2,992             | 直列6気筒DOHCディーゼル マイルドハイブリッド | 340/4,500         | 700/1,750-2,250    | 8速AT             | 四輪駆動          |
| xDrive40d M Sport                        | B57D30T           | 2,992             | 直列6気筒DOHCディーゼル マイルドハイブリッド | 340/4,500         | 700/1,750-2,250    | 8速AT             | 四輪駆動          |
| M50i                                     | N63B44D           | 4,394             | V型8気筒DOHCガソリン                         | 530/5,500-6,000   | 750/1,800-4,600    | 8速AT             | 四輪駆動          |

| G07 (2022年-)        | G07 (2022年-) | G07 (2022年-) | G07 (2022年-)                                | G07 (2022年-)                               | G07 (2022年-)           | G07 (2022年-) | G07 (2022年-) |
| グレード             | 型式          | 排気量（cc）  | エンジン                                     | 最高出力(ps/rpm) (括弧内はシステムトータル) | 最大トルク(Nm/rpm)      | 変速機        | 駆動方式      |
| -------------------- | ------------- | ------------- | -------------------------------------------- | ------------------------------------------- | ----------------------- | ------------- | ------------- |
| xDrive40d Excellence | B57D30T       | 2,992         | 直列6気筒DOHCディーゼル マイルドハイブリッド | 340/4,400 (352PS)                           | 700/1,750-2,250 (720Nm) | 8速AT         | 四輪駆動      |
| xDrive40d M Sport    | B57D30T       | 2,992         | 直列6気筒DOHCディーゼル マイルドハイブリッド | 340/4,400 (352PS)                           | 700/1,750-2,250 (720Nm) | 8速AT         | 四輪駆動      |
| M60i xDrive          | N63B44D       | 4,394         | V型8気筒DOHCガソリン マイルドハイブリッド    | 530/5,500                                   | 750/1,800-4,600         | 8速AT         | 四輪駆動      |

#### 限定車
G07 X7には日本国内向けとして以下の限定車が設定された。
2020年9月8日　BMW X7 Edition Dark Shadow BMW Individualフローズン・アークティック・グレーなどの専用装備で7台限定で販売された。
2021年9月21日 BMW X7西陣エディション 西陣の色彩芸術をインテリア・トリムおよびフロント・センター・アームレストに採用した特別なモデルで、3台限定で販売された。
2021年10月27日 BMW X7 Edition in Frozen Black Metallic BMW Individualフローズン・ブラックのボディカラーを採用した限定車で40台限定で販売された。
2025年5月8日 BMW X7 BLACK-α M60i 及びxDrive 40d M SportをベースにBMW Individual Special Paintのフローズン・ブラック・メタリックを採用するなど、限定装備を装着。M60iモデルは漆蒔絵/螺鈿装飾トリム及び専用染色糸と手作業によって仕上げられたフロア・マットが装備される。M60iモデルは9台、xDrive 40dモデルは90台が限定販売された。
コンセプトモデル

2025年2月3日 BMW X7錦ラウンジを発表。販売予定はなくコンセプトモデルとして1台だけが製作された。